# Shun’ichi Miyamoto
Shun’ichi Miyamoto (jap. 宮本 駿一 Miyamoto Shun’ichi; ur. 1 kwietnia 1986 w Tokio) – japoński muzyk oraz seiyū. Słynie z wykonania kilku piosenek dla anime pt.: D.N.Angel.
Jako czterolatek zaczął grać na pianinie. Jego debiutem była piosenka „Byakuya ~True Light~”, otwierając tym samym temat przewodni dla anime „D.N.Angel”.
Jego pierwszy minialbum, „Angels” („Anioły”), zawiera piosenki, które były wykonane w filmie „D.N.Angel”: „The Way to Myself” (angielska wersja „Michishirube”) oraz wersje „Byakuya ~True Light~” i „Caged Bird”.

## Dyskografia

### Single
- 7 maja 2003 – Byakuya ~True Light~ (白夜～True Light～)
- 17 listopada 2004 – Saigo no Kiss (最後のkiss)
- 26 stycznia 2005 Eien (永遠)
- 28 lutego 2008 – Shunn

### Albumy
- 3 grudnia 2003 – Angels
- 24 marca 2005 – For Someone Needs Love
- 23 sierpnia 2006 – Talkin' Piano
- 29 sierpnia 2007 – Piano'n Piano